# Монмаро
Монмаро́ (фр. Montmarault) — город-коммуна во Франции, в регионе Овернь, департамент Алье. Население — 1574 человек (2007).

## География
Коммуна расположена на расстоянии около 290 км на юг от Парижа, 65 км на север от Клермон-Феррана, 40 км на юго-запад от Мулена.

## История
Впервые Монморо упоминается в XII веке под названием Mons Smaragdi. До XIV века название менялось на Mons Mmeraldi, а затем на Mons Meraudi. В римскую эпоху на этом месте было пересечение дорог, и впоследствии здесь возникло небольшое поселение, окружённое стенами и рвами, и был построен замок на возвышении около центральной площади под названием Place d’Armes.
После Французской революции Монморо стал административным центром округа, в который входило 8 кантонов. Благодаря удачному расположению на пересечении дорог Монморо славился своими ярмарками и рынками. До 1972 года другой основой экономической деятельности был пивоваренный завод.

## Население
| 1962 | 1968 | 1975 | 1982 | 1990 | 1999 | 2006 | 2007 |
| ---- | ---- | ---- | ---- | ---- | ---- | ---- | ---- |
| 1409 | 1446 | 1366 | 1443 | 1597 | 1663 | 1572 | 1574 |

## Известные люди, связанные с городом
- Шарль Жилбер Турре[фр.] (1795—1858), депутат от департамента Алье (1837—1842), бывший министр (1848).
- Кристиан Франсуа Камю[фр.] (1774—1813), бригадный генерал.
- Луи-Огюст Камю[фр.] (1771—1853), бригадный генерал, французский политик XIX века.

## Достопримечательности
- Церковь святого Стефана 12—13 веков.
- Пруды Miquet и Mazelier.
- Замок Монмаро (замок Камю)